# Like Mom, Like Me
Like Mom, Like Me is een televisiefilm uit 1978 onder regie van Michael Pressman.

## Verhaal
Als professor Philip Stanford zijn familie in de steek laat, zorgt dit voor grote veranderingen voor moeder Althea en tienerdochter Jennifer. Zo verslechtert de relatie tussen de twee. De film richt zich vanuit het oogpunt van de dochter de relaties die Althea hierna heeft. Terwijl Jennifer de liefjes van haar moeder niet kan uitstaan, irriteert het Althea dat Jennifer haar eigen trekjes overneemt.

## Rolverdeling
| Acteur            | Personage       |
| ----------------- | --------------- |
| Kristy McNichol   | Jennifer Gruen  |
| Linda Lavin       | Althea Gruen    |
| Max Gail          | Henry Millen    |
| Stacey Nelkin     | Tao Wolf        |
| Michael LeClair   | Peter           |
| Lawrence Pressman | Michael Gruen   |
| Patrick O'Neal    | Philip Stanford |
| Nancy Malone      | Jackie          |